# Inkaras Kowno
Inkaras Kowno (lit. Futbolo Klubas Inkaras) – litewski klub piłkarski z siedzibą w Kownie, założony w 1937 roku pod nazwą Inkaras, rozwiązany w 2003 roku.

## Historia
Chronologia nazw:
- 1937–1990: Inkaras Kowno (lit. Inkaras Kaunas)
- 1991: Vytis-Inkaras Kowno (lit. Vytis-Inkaras Kaunas)
- 1991–1993: Inkaras Kowno (lit. Inkaras Kaunas)
- 1994–996: Inkaras-Grifas Kowno (lit. Inkaras-Grifas Kaunas)
- 1997: Inkaras Kowno (lit. Inkaras Kaunas)
- 1998: Inkaras-Atletas Kowno (lit. Inkaras-Atletas Kaunas)
- 1999: Inkaras Kowno (lit. Inkaras Kaunas)
- 2000: Atletas-Inkaras Kowno (lit. Atletas-Inkaras Kaunas)
- 2001–2003: Inkaras Kowno (lit. Inkaras Kaunas)

Uwaga: w latach 1945–1990 rozgrywano mistrzostwa i puchar w ramach Litewskiej SRR
- Mistrz Litwy (7): 1950, 1951, 1954, 1964, 1965, 1995, 1996
- Wicemistrz Litwy (6): 1949, 1952, 1953, 1957, 1967, 1988
- Puchar Litwy (7): 1948, 1949, 1951, 1954, 1965, 1969, 1995
- Finał Pucharu Litwy (5): 1950, 1960, 1987, 1996, 1997
- Superpuchar Litwy (1): 1995

## Europejskie puchary
Legenda do wszystkich tabel:
- Q – runda eliminacyjna, 1/16, 1/8, 1/4, 1/2 – odpowiednia faza rozgrywek, Grupa – runda grupowa, 1r gr – pierwsza runda grupowa, 2r gr – druga runda grupowa, F – finał, R – runda, PO – play-off
- k. – rzuty karne, los. – losowanie, Dogr. – dogrywka, w. – zasada bramek strzelonych na wyjeździe

| Sezon   | Rozgrywki        | Runda | Klub         | Dom | Wyjazd | Ogólnie     |
| ------- | ---------------- | ----- | ------------ | --- | ------ | ----------- |
| 1995/96 | Puchar UEFA      | Q     | Brøndby      | 0–3 | 0–3    | 0–6         |
| 1996/97 | Puchar UEFA      | Q     | Sławia Sofia | 1–1 | 3–4    | 4–5         |
| 1997/98 | Puchar UEFA      | 1Q    | Boby Brno    | 3–1 | 1–6    | 4–7         |
| 1998    | Puchar Intertoto | 1R    | Pivani Bakı  | 1–0 | 0–1    | 1–1, k: 5–4 |
| 1998    | Puchar Intertoto | 2R    | Werder Brema | 0–1 | 1–4    | 1–5         |